# Åke Blomström
Åke Blomström (* 31. Dezember 1931; † 31. Mai 1985; auch Ake Blomstrom) war ein schwedischer Hörfunkjournalist.
Blomström war langjähriger Leiter der Featureabteilung von Sveriges Radio. Ihm zu Ehren wird seit Ende der 1980er-Jahre der Åke-Blomström-Preis (Ake Blomstrom Memorial Prize) verliehen. Der internationale Hörfunkpreis wird gemeinsam von neun europäischen Rundfunkanstalten vergeben.